# 소마 탄광 폭발 사고
소마 탄광 폭발 사고(튀르키예어: 2014 Soma kömür madeni faciası)는 2014년 5월 13일, 튀르키예 마니사 주 소마의 탄광 지하에서 폭발이 일어나 화재가 난 사고이다. 이 날, 튀르키예에서 가장 큰 석탄 생산 기업인 소마 쾨뮈르 이쉴렛멜레리 A.Ş.가 소유한 한 탄광에서 화재가 시작되었다. 이 화재는 폭발이 일어나면서 발생했으며, 폭발이 일어난 원인은 탄광 내 전기 설비 때문인 것으로 추정된다. 탄광에서 작업 교대가 이뤄지던 중 화재가 발생했기 때문에 그 당시 지하에 있던 정확한 광부 수는 알려지지 않았으나, 800명 이상일 것으로 예측되고 있다. 화재로 인한 사망자는 최소 200명으로 집계되고 있다.
5월 17일 5일만에 구조 작업을 끝냈다고 타네르 이을드즈 에너지부 장관이 밝혔다. 최종 사망자 수는 301명으로 집계됐다. 하지만, 현지 주민들과 노동조합은 정부가 희생자 규모를 축소한 것이라고 반발하였다.
튀르키예 총리 레제프 타이이프 에르도안은 사고 현장에서 한 청년에게 “사고는 벌어진 일이고 이는 신의 섭리”라며 “이 나라의 총리에게 야유하면 너는 맞는다”고 말하여 국민들의 분노를 샀다. 이 사건으로 튀르키예 곳곳에서 반정부 시위가 발생하였다. 소마 탄광 폭발 사고는 1992년 흑해 연안의 종굴닥에서 발생한 탄광 사고의 사망자 263명을 넘어서면서 최악의 인명피해를 발생시킨 탄광 사고로 기록되었다.